# Johann Jakob von Horn
Johann Jakob von Horn (* 16. Dezember 1776 in Wesel; † 10. Oktober 1852 in Rheinberg) war ein preußischer Generalmajor.

## Leben

### Herkunft
Über seine Eltern ist wenig bekannt. Sein Vater war ein Gutsbesitzer, seine Mutter eine geborene Mees. Bis 1806 erscheint er als Johann Horn in den Listen.

### Militärkarriere
Horn kam im Jahr 1794 als Volontär in das Husarenregiment „von Blücher“ der Preußischen Armee und nahm im selbigen Jahr am Feldzug am Rhein teil. Im Jahr 1797 wurde er zum Unteroffizier ernannt und avancierte bis August 1803 zum Sekondeleutnant. Während des Vierten Koalitionskrieges kämpfte Horn in der Schlacht bei Auerstedt sowie dem Gefecht bei Magdeburg und wurde bei Fürstenberg schwer verwundet. 
Nach dem Frieden von Tilsit wurde er mit Halbsold am 24. Februar 1809 wieder beim Pommerischen Husaren-Regiment angestellt. Am 29. April 1809 schlug ihn die Immediat-Untersuchungskommission der aufgelösten Regimenter für seine Leistung während des Krieges für den Orden Pour le Mérite vor. Eine Verleihung wurde jedoch abgelehnt. Am 11. Juni 1809 wurde Horn Adjutant von General von Blücher und ab dem 1. Juli 1809 erhielt er sein volles Gehalt von 20 Talern und 2 Rationen. In dieser Stellung folgte am 29. Oktober 1809 seine Beförderung zum Premierleutnant sowie am 30. August 1811 zum Stabsrittmeister. Am 12. März 1812 kam er dann als Adjutant zu General von Hünerbein, bevor Horn am 27. Oktober 1812 als Kreisbrigadier zur Gendarmerie versetzt wurde. 
Mit Beginn der Befreiungskriege wurde er am 11. April 1813 Adjutant beim General von Goertzen und am 4. Mai 1813 zum Kommandanten der Festung Schweidnitz ernannt. Unter Beförderung zum Major erfolgte am 1. Juni 1813 seine Ernennung zum Kommandeur des 9. Schlesischen Landwehr-Kavallerie-Regiments. Er kämpfte damit bei der Belagerung von Glogau, erhielt das Eiserne Kreuz II. Klasse und nahm an der Schlacht an der Katzbach teil.
Am 8. April 1815 übernahm Horn die Führung des 3. Pommerischen Landwehr-Kavallerie-Regiment und wurde am 3. Oktober 1815 zum Oberstleutnant befördert. Am 27. Februar 1816 wurde er dem 4. Ulanen-Regiment und am 23. April 1819 dem 6. Ulanen-Regiment aggregiert. Am 30. März 1822 wurde er zum Oberst befördert und am 21. Juli 1822 als Kommandeur in das 2. Ulanen-Regiment versetzt. Horn erhielt am 14. September 1833 seine Abschied als Generalmajor mit einer Pension von 1400 Talern. Er zog am 1. Oktober 1834 nach Rheinberg bei Düsseldorf und starb dort am 10. Oktober 1852 unverheiratet.